# Aterica pierardi
Aterica pierardi är en fjärilsart som beskrevs av Abel Dufrane 1933. Aterica pierardi ingår i släktet Aterica och familjen praktfjärilar. Inga underarter finns listade i Catalogue of Life.